# Xã Oak Park, Quận Marshall, Minnesota
Xã Oak Park (tiếng Anh: Oak Park Township) là một xã thuộc quận Marshall, tiểu bang Minnesota, Hoa Kỳ. Năm 2010, dân số của xã này là 131 người.